# Giovanni Marchesini
Giovanni Marchesini (Padova, 31 agosto 1936 – Padova, 3 ottobre 2023) è stato un ingegnere italiano.

## Biografia
Ordinario di Teoria dei sistemi presso la facoltà di ingegneria dell'Università degli Studi di Padova, fu rettore dell'ateneo dal 1996 al 2002.
Fu membro del Comitato di presidenza e vicepresidente della Conferenza dei rettori delle università italiane, medaglia d'oro del presidente della Repubblica Italiana come benemerito della scienza e della cultura, socio effettivo dell'Istituto veneto di scienze, lettere ed arti, socio effettivo dell'Accademia galileiana, socio effettivo dell'Accademia dei Concordi, membro onorario del Royal College of Physicians di Londra, insignito della Medaglia Jubilaria “Vasile Goldis” dall'Università Vasile Goldis di Arad in Romania, insignito del titolo di “dottore honoris causa” dall'Università nazionale di Córdoba in Argentina.
Fu visiting professor presso: Stanford University in California; University of Florida di Gainesville in Florida (dove è stato anche scientific consultant); Università di Tianjin nella Repubblica Popolare Cinese; Università di Kyōto in Giappone; Università dell'Avana a Cuba.
Fu docente dei corsi di "analisi dei sistemi" e "sistemi ecologici" all'Università di Padova ed era anche presidente del conservatorio "Cesare Pollini" della stessa città.